# La Morra
La Morra là một đô thị tại tỉnh Cuneo trong vùng Piedmont của Italia, vị trí cách khoảng 50 km về phía đông nam của Torino và khoảng 40 km về phía đông bắc của Cuneo. Tại thời điểm ngày 31 tháng 12 năm 2004, đô thị này có dân số 2.668 người và diện tích là 24.3 km².
Đô thị La Morra có các frazioni (đơn vị cấp dưới, chủ yếu là các làng) Annunziata, Santa Maria, Rivaltavà Berri.
La Morra giáp các đô thị: Alba, Barolo, Bra, Castiglione Falletto, Cherasco, Narzole, Roddi và Verduno.

## Lịch sử thay đổi dân số

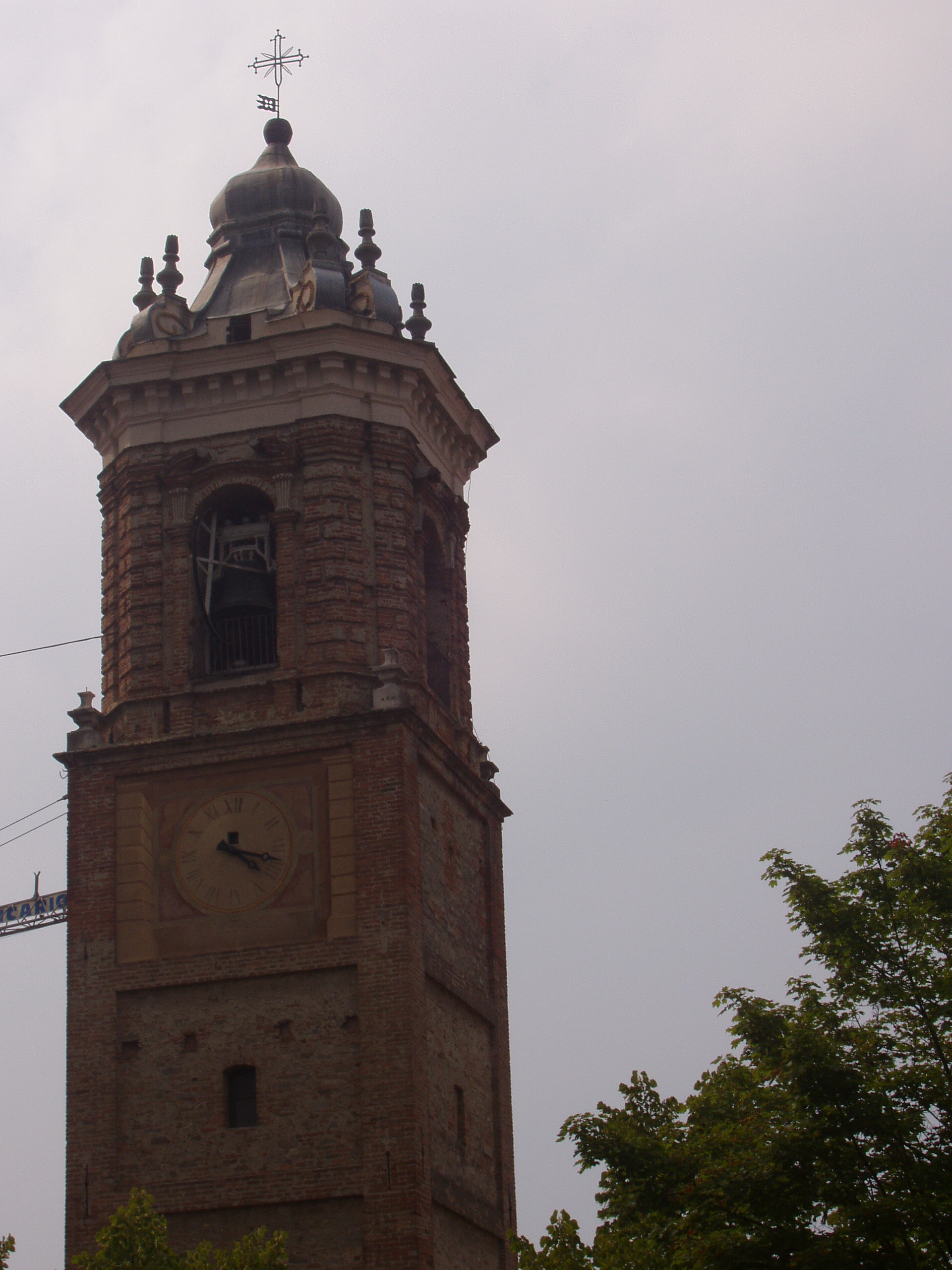

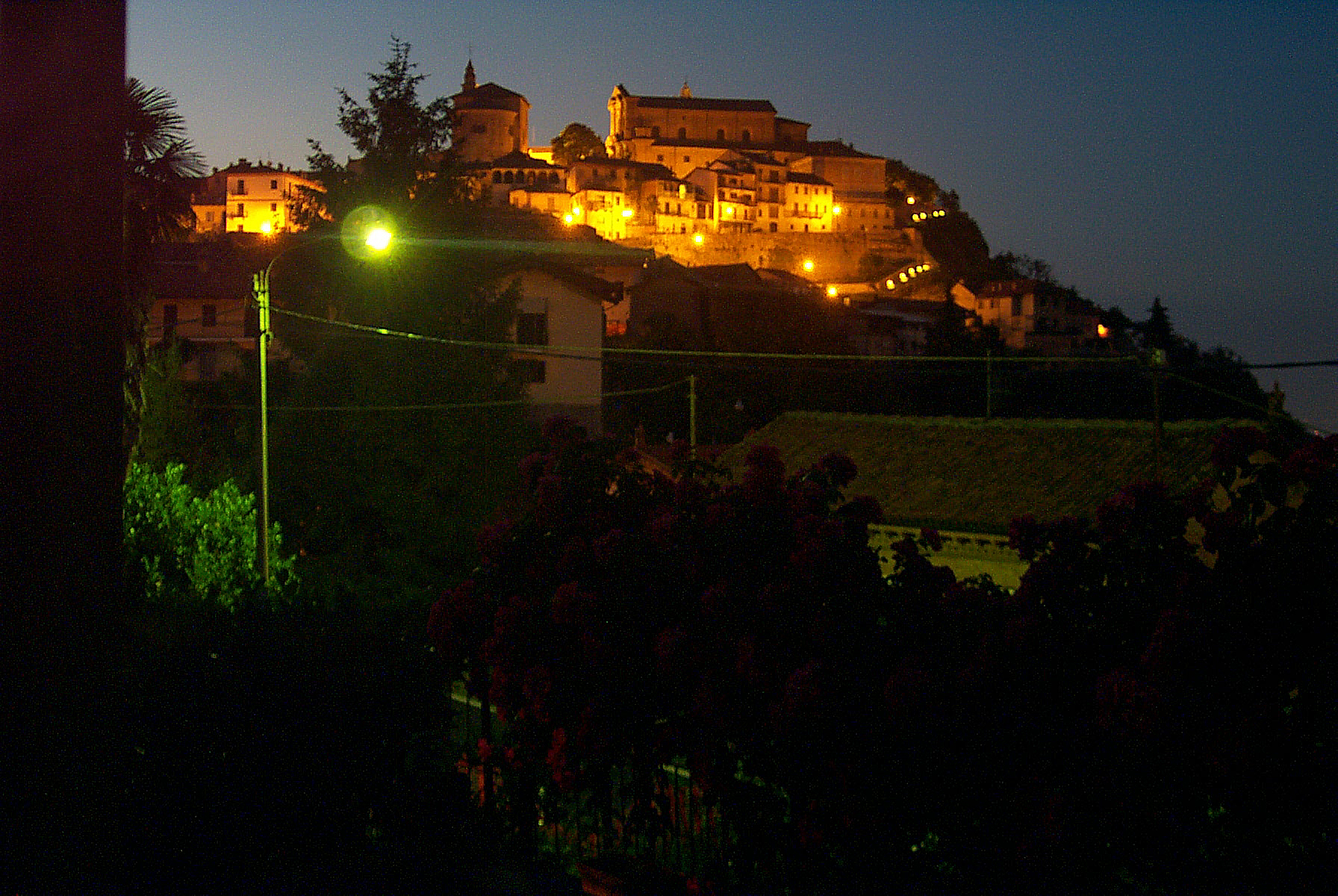